# Strongylura timucu
Strongylura timucu (Op de Nederlandse Antillen: Geep) is een straalvinnige vis uit de familie van gepen (Belonidae), orde geepachtigen (Beloniformes), die voorkomt in de binnenwateren van Noord-Amerika, het westen en het zuidwesten van de Atlantische Oceaan.

## Anatomie
Deze geep kan een maximale lengte bereiken van 61 cm. Het lichaam van de vis heeft een aalachtige vorm. 
De rugvin heeft 15 tot 17 stralen en de aarsvin 16 tot 20. 

## Leefwijze
De geep komt zowel in zoet, zout als brak water voor en is gebonden aan een subtropisch klimaat.  De soort is voornamelijk te vinden in kustwateren (zoals estuaria, lagunes en brakke zeeën), zeeën, ondiepe wateren (zoals mangroven, moerassen en ondergelopen grond) en koraalriffen. De diepte waarop de soort voorkomt is maximaal 0 m onder het wateroppervlak. 
Het dieet van de vis bestaat hoofdzakelijk uit dierlijk voedsel, zowel vissoorten als andere macrofauna, waarop wordt gejaagd.
De soort staat niet op de Rode Lijst van de IUCN. 